# جائزة كندا الكبرى 1988
جائزة كندا الكبرى 1988 هو سباق فورمولا 1 أقيم بتاريخ 12 يونيو 1988 في حلبة جيل فيلنوف، مونتريال، كندا. كان الخامس من أصل 16 في بطولة العالم لسباقات الفورمولا واحد موسم 1988. حلّ البرازيلي آيرتون سينا أولا بينما جاء الفرنسي ألن بروست في المركز الثاني وحصل على المركز الثالث البلجيكي تييري بوتسين.